# Kōstas Geōrgakīs

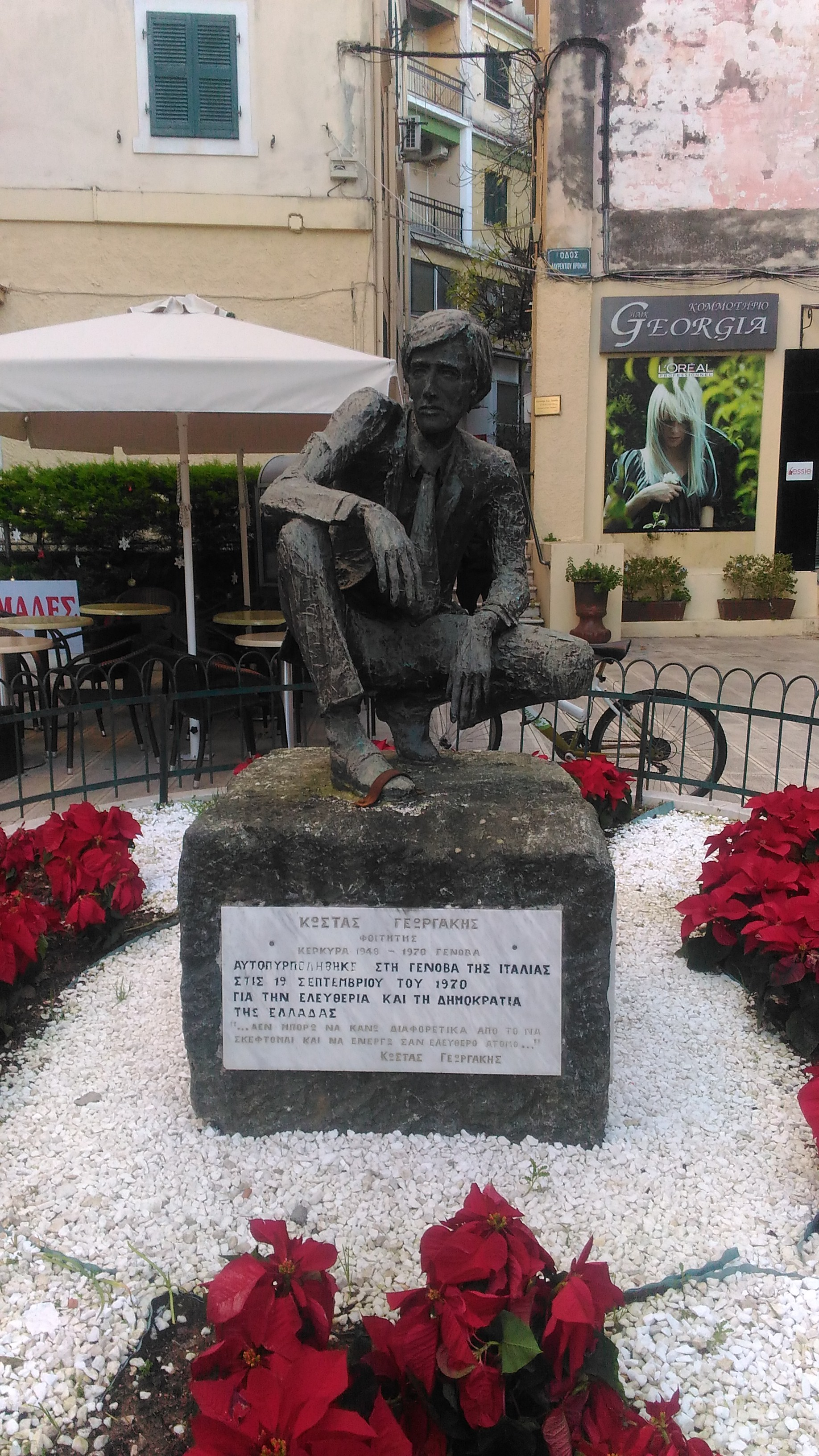
Statua di Kōstas Geōrgakīs a Corfù

Kōstas Geōrgakīs (in greco: Κώστας Γεωργάκης; Corfù, 23 agosto 1948 – Genova, 19 settembre 1970) è stato un attivista greco, studente di geologia che il 19 settembre 1970 si diede fuoco in piazza Matteotti a Genova, in segno di protesta contro la Dittatura dei colonnelli.

## Biografia
Il padre era un sarto di modeste origini. Sia suo padre sia suo nonno si erano distinti nelle maggiori guerre greche del ventesimo secolo. Nell'agosto del 1967, pochi mesi dopo il colpo di stato del 21 aprile in Grecia, Geōrgakīs andò in Italia a studiare geologia all'Università di Genova. Riceveva 5000 dracme al mese da suo padre e questo, secondo la testimonianza dei suoi amici, lo faceva sentire colpevole del fatto di pesare sulla famiglia per gli studi. In Italia conobbe Rosanna, una ragazza italiana della stessa età con cui si fidanzò. Nel 1968 Geōrgakīs divenne membro del Partito dell'Unione di Centro (EK, Ένωση Κέντρου) di Geōrgios Papandreou.

### L'evento
Il 26 giugno 1970, Geōrgakīs diede un'intervista anonima a un giornale genovese, durante la quale rivelò che la giunta militare greca si era infiltrata nel movimento studentesco greco in Italia. Nell'intervista dichiarò che i servizi segreti greci avevano creato l'ESESI (Lega nazionale degli studenti greci in Italia) per stabilire uffici in Italia. Una copia dell'intervista fu ottenuta dal consolato greco, che fu in grado di risalire all'identità di Geōrgakīs.
Durante il terzo anno di studi, e dopo aver superato con successo gli esami del secondo semestre, Geōrgakīs si trovò nella difficile posizione di vedersi annullare l'esenzione dal servizio di leva dalla giunta militare, mentre veniva impedito anche l'invio del mantenimento mensile della famiglia. La giunta compì questo come rappresaglia per il suo coinvolgimento nel movimento anti-giunta, quale membro della filiale italiana del PAK, il Movimento di Liberazione Panellenico (Πανελλήνιο Απελευθερωτικό Κίνημα, Π.Α.Κ.). La sua famiglia gli inviò una lettera in cui si descrivevano le pressioni del regime su di loro a Corfù.

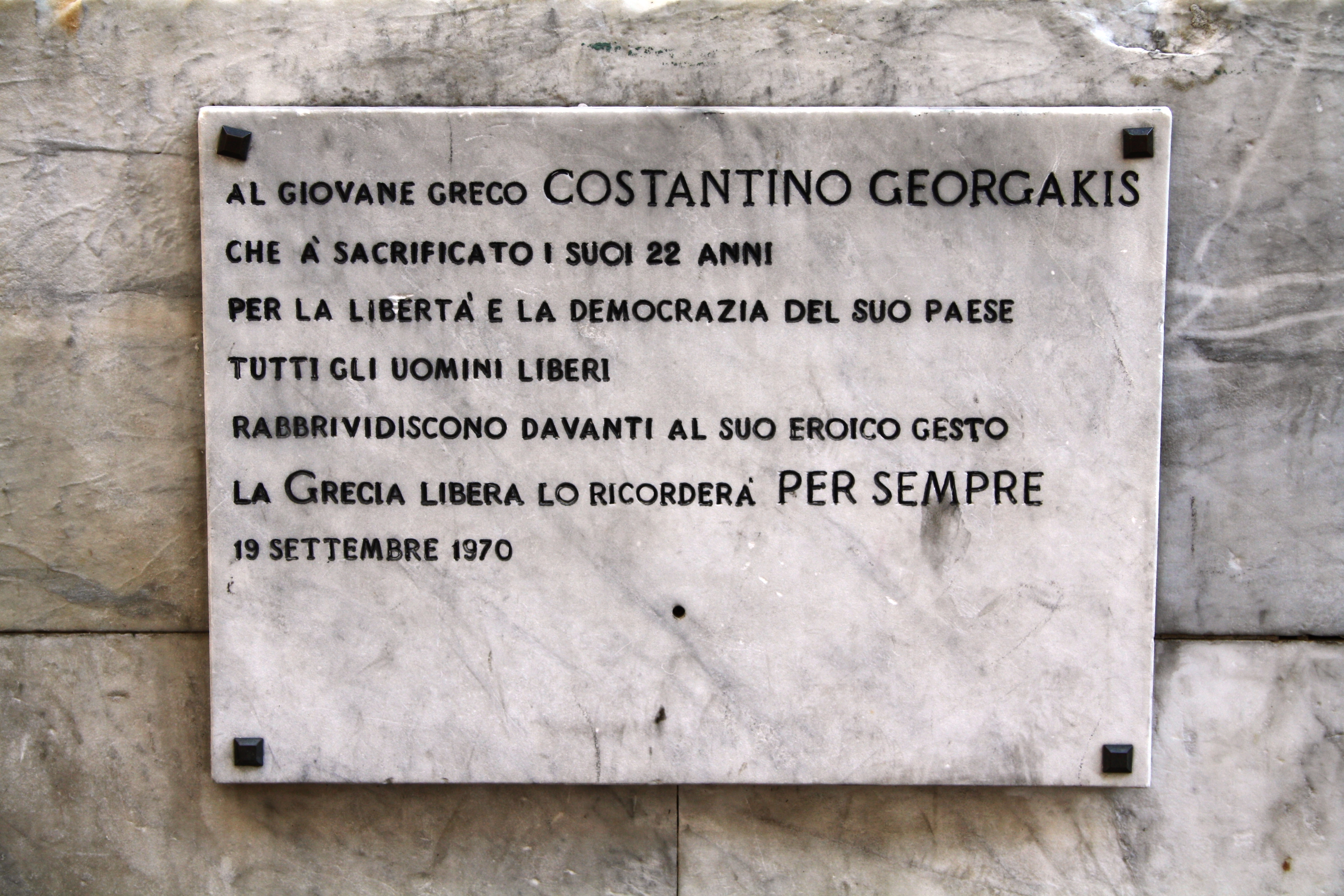
Lapide in memoria di Kōstas Geōrgakīs, in Piazza Matteotti, dalle scale di Palazzo Ducale di Genova.

Si decise allora a compiere un atto per aumentare la consapevolezza in Occidente circa la situazione politica della Grecia.
Una volta presa la decisione di sacrificare la sua vita, Kōstas Geōrgakīs riempì una tanica di benzina e scrisse una lettera al padre e alla fidanzata, a cui diede anche la sua giacca a vento, dicendo che non ne avrebbe più avuto bisogno.
All'una della notte tra il 18 e il 19 settembre 1970, si diresse con la sua Fiat 500 a Piazza Matteotti. Secondo i testimoni oculari (dei netturbini che lavoravano intorno al Palazzo Ducale), ci fu un improvviso lampo di luce nella zona intorno alle 03:00. In un primo momento non si erano resi conto che la fiamme erano quelle di un uomo ardente. Solo quando compresero si avvicinarono di più al rogo umano, sentendo Geōrgakīs che, bruciando, urlava "Viva la Grecia", "Abbasso i tiranni", "Abbasso i colonnelli fascisti" e "L'ho fatto per la mia Grecia". I netturbini aggiunsero che, in un primo momento, Geōrgakīs rifiutò il loro aiuto e scappò via da loro quando cercarono di spegnere il fuoco.
Lo studente morì nove ore dopo: le sue ultime parole furono: Viva la Grecia libera.

### Ripercussioni
La Giunta ritardò l'arrivo delle sue spoglie a Corfù per quattro mesi, temendo reazioni pubbliche e proteste. All'epoca la sua morte provocò scalpore in Grecia e altrove, in quanto fu la prima tangibile manifestazione della profondità della resistenza contro la Giunta. Geōrgakīs è l'unico eroe della resistenza alla Giunta ad aver protestato togliendosi la vita ed è considerato il precursore delle successive proteste studentesche, come quella del Politecnico di Atene. In suo onore, il comune di Corfù ha eretto un monumento nei pressi della sua casa natale.